# Lexi Atkins
Alexis „Lexi“ Atkins (* 10. Februar 1993 in Champaign, Illinois, Vereinigte Staaten) ist eine US-amerikanische Filmschauspielerin und Sängerin.

## Leben und Wirken
Lexi Atkins hatte einige Schauspielerfahrungen in Musicalaufführungen ihrer Schule gesammelt und machte national erstmals auf sich aufmerksam, als sie 2010 den Titel einer Schönheitskönigin, „Miss Illinois“, gewann. Daraufhin verließ die 18-Jährige ihre Heimat in Illinois und ging nach Chicago, wo sie Schauspielunterricht nahm. Bald darauf ließ sie sich in Los Angeles nieder. Dort erhielt die damals 20-jährige Lexi Atkins eine der drei weiblichen Hauptrollen in dem bizarren B-Tierhorrorfilm Zombiber: Sie spielte die blonde Jenn, die von einem durch Giftstoffe kontaminierten, stark mutierten Biber angegriffen wird und nach einem Biss selbst zu einem der titelgebenden „Zombiber“ mutiert.
Es folgten Anschlussrollen in höher budgetierten A-Filmen wie dem Thriller The Boy Next Door und der Komödie Ted 2, wo sie an der Seite arrivierter Hollywood-Größen wie Jennifer Lopez und Mark Wahlberg spielte. Lexi Atkins, die drei Geschwister – zwei Schwestern und einen Bruder – hat, tritt auch als Sängerin in Erscheinung (mit Titeln wie „Purr“, „Dark“, „Undecided“, „Time“, „Games“ und „Trap Queen“).

## Filmografie
- 2014: Zombiber (Zombeaver)
- 2014: Turtle (Kurzfilm)
- 2014: Anatomy of Deception
- 2014: White Dwarf
- 2015: The Boy Next Door
- 2015: Some Kind of Hate
- 2015: Ted 2
- 2015: West of the 405 (Fernsehfilm)
- 2015: The Messengers (2 Folgen)
- 2016: Accidental Engagement
- 2016: Prince Ea: Loving (Kurzfilm)
- 2017: Leslie and Irina (Fernsehserie)
- 2017: Hawaii Five-0 (Fernsehserie, Folge 7x22)
- 2017: Can’t Take it Back
- 2018: The Row
- 2018: Altered Carbon – Das Unsterblichkeitsprogramm (Altered Carbon, Fernsehserie, Folge 1x09)
- 2018: Killer in Law
- 2020: The Orchard
- 2024: Model House